# Марвалд
Марвалд (пол. Marwałd) — село в Польщі, у гміні Домбрувно Острудського повіту Вармінсько-Мазурського воєводства.
Населення — 452 особи (2011).

## Демографія
Демографічна структура станом на 31 березня 2011 року:
|          | Загалом | Допрацездатний вік | Працездатний вік | Постпрацездатний вік |
| -------- | ------- | ------------------ | ---------------- | -------------------- |
| Чоловіки | 287     | 42                 | 206              | 39                   |
| Жінки    | 165     | 42                 | 94               | 29                   |
| Разом    | 452     | 84                 | 300              | 68                   |